# Henry Gaudru
Henry Gaudru (né à Paris le 12 février 1948) est un géologue et volcanologue français.

## Biographie
Il est le président de la Société volcanologique européenne, membre de la Commission Internationale pour la réduction des risques volcaniques (IAVCEI), conseiller scientifique auprès des Nations unies pour les risques volcaniques. Membre de l'EGU (European Geosciences Union).
Ayant participé à de nombreuses missions sur les volcans actifs du monde, il est également auteur de plusieurs ouvrages sur la volcanologie.

## Principales publications
- (fr) Des volcans et des hommes, Tricorne, 1997
- (fr) Les 101 plus beaux volcans du monde, Delachaux Et Niestle, 1997
- (fr) La volcanologie de A à Z, Tricorne, 2003
- (fr) A la découverte des volcans extrêmes, Vuibert, 2013
- (fr) La ceinture de feu, volcans actifs autour du Pacifique, Vuibert, 2016
- (fr) La belle histoire des volcans, De Boeck, 2018